# Мошков, Владимир Николаевич
Владимир Николаевич Мошков — советский хозяйственный и политический деятель, генерал-майор.

## Биография
Родился в 1924 году в деревне Бакланцево. Член КПСС.
Окончил пулемётно-минометное училище в Ярославле, Ленинградский институт инженеров железнодорожного транспорта.
Участник Великой Отечественной войны: командир миномётного взвода 15-й Гвардейской механизированной бригады 4-го механизированного корпуса Южного фронта, затем офицер связи штаба той же бригады
В 1957 г. — первый секретарь Железнодорожного райкома КПСС города Барнаула
В 1961 г. — первый секретарь Барнаульского горкома КПСС.
В 1967—1977 гг. — начальник УКГБ по Алтайскому краю.
Делегат XXII и XXV съезда КПСС.
Погиб в 1977 году в Алтайском крае.

## Награды
- Орден Трудового Красного Знамени
- Орден Красной Звезды
- Орден Знак Почёта